# Seleção Groenlandesa de Voleibol Feminino
A seleção groenlandesa de voleibol feminino é uma equipe europeia composta pelas melhores jogadoras de voleibol da Groenlândia. A equipe é mantida pela Federação Groenlandesa de Voleibol (Kalaallit Nunaanni Volleyballertartut Kattuffiat). A equipe não consta no ranking mundial da FIVB segundo dados de 6 de outubro de 2015.